# 重慶李宗仁官邸
李宗仁官邸位於重慶市渝中區枇杷山正街93號，文物遺址年代為1939年-1945年，2009年12月15日列為第二批重慶市文物保護單位。